# سفارت اندونزی در آنکارا
سفارت اندونزی در آنکارا (به ترکی استانبولی: Embassy of Indonesia) یک منطقهٔ مسکونی و نمایندگی سیاسی این کشور در ترکیه است که در آنکارا واقع شده‌است.